# Ханаппел, Йоан
Йоан Ханаппел (нидерл. Joan Haanappel, 13 ноября 1940, Гаага — 23 февраля 2024, Лёвен, Фламандский регион) — голландская фигуристка, выступавшая в одиночном разряде. Четырёхкратная чемпионка Нидерландов, трёхкратный бронзовый призёр чемпионатов Европы. Вела спортивные репортажи для телевидения и являлась аналитиком в программах о фигурном катании.

## Карьера
Йоан начала свою спортивную карьеру в родном городе в 1949 году. С середины 1950—х она и Шаукье Дейкстра добились успеха в спорте который до тех пор был едва ли известен в Голландии. Первоначально Ханаппел была более успешна и выигрывала у Дейкстры четыре подряд чемпионата Нидерландов (1955-1958 годы). Но затем, она потеряла веру в себя и несмотря на то что стиль её катания был более утончённым и элегантным чем у Шаукье, Йоан стала занимать вторые места. Это не привело к большим обидам между ней и Дейкстрой, так как несмотря на спортивное соперничество, они практически вместе выросли и были подругами.
Ханаппел трижды завоёвывала бронзовые медали чемпионатов Европы (в 1958, 1959 и 1960) Она также участвовала в двух Олимпиадах: в 1956 году стала 13—ой, а 1960—м 5—ой.
В 1960 году Йоан закончила любительскую карьеру и начала выступать в профессиональном шоу «Holiday on Ice».
С 1975 года Ханаппел работала как телеведущая и комментатор, сначала в студии Спорт на голландском национальном канале, а затем на канале Евроспорт. Она являлась также членом совета Королевской Федерации Нидерландов по катанию на коньках (KNSB). Жила в Бельгии.

## Спортивные достижения
| Соревнования            | 1951 | 1952 | 1953 | 1954 | 1955 | 1956 | 1957 | 1958 | 1959 | 1960 |
| ----------------------- | ---- | ---- | ---- | ---- | ---- | ---- | ---- | ---- | ---- | ---- |
| Зимние Олимпийские игры |      |      |      |      |      | 13   |      |      |      | 5    |
| Чемпионаты мира         |      |      |      |      | 15   | 11   | 13   | 8    | WD   | 5    |
| Чемпионаты Европы       |      |      | 14   | 18   |      | 8    |      | 3    | 3    | 3    |
| Чемпионаты Нидерландов  | 3    |      | 3    | 2    | 1    | 1    | 1    | 1    | 2    | 2    |

WD=снялась с соревнований